# Complexe sportif de Fès
Le Stade du Complexe sportif de Fès (en arabe : المركب الرياضي لفاس) est un stade de football d'une capacité totale de 45 000 places assises localisé dans la ville de Fès au Maroc et plus précisément sur la route reliant cette ville à Sefrou, il est d'un style architectural typiquement marocain.

## Histoire
Cette section ne s'appuie pas, ou pas assez, sur des sources secondaires ou tertiaires indépendantes du sujet. Le texte peut contenir des analyses inexactes ou inédites de sources primaires.
Pour l'améliorer, ajoutez-en, ou placez des modèles {{Source secondaire souhaitée}} ou {{Source secondaire nécessaire}} sur les passages mal sourcés. (mai 2022)
Les plans de ce stade réalisés par des architectes et ingénieurs marocains et le lancement des travaux a été fait en 1992, mais ce n'est que deux années plus tard que débuta sa construction qui devaient s'achever en 1997 pour abriter avec le Stade d'Honneur de Meknès la Coupe d'Afrique des nations Junior 1997 qu'organisait le Maroc. Le stade n'était pas livré à temps, à cause notamment de problèmes techniques, et ce n'est qu'en 2003 que les travaux ont été achevés.
Le complexe tout entier renferme une salle médias, un centre de premiers soins, une infirmerie et un local de contrôle antidopage, alors que le parking du stade mis à la disposition des visiteurs peut accueillir jusqu'à 7500 voitures et 350 autocars.
Ce stade entrait également dans les candidatures du Maroc pour l'organisation de la coupe du monde de football en 2006 et 2010. Ainsi, à cette occasion le complexe fut entièrement rénové et a connu de légères modifications avec l'ajout de 5000 places et sa capacité totale fut portée à 45 000 places assises. Mais, le 15 mai 2004 l'organisation a été finalement accordée à l'Afrique du Sud par 14 voix contre 10 pour le Maroc.
Le Stade de Fès est inauguré officiellement le 25 novembre 2007, soit quatre ans après la fin des travaux à l'occasion de la finale de la Coupe du Trône 2006-2007 par un match opposant les FAR de Rabat (D1) au Rachad Bernoussi (D2), match qui se solda par la victoire du FAR de Rabat (1-1, 5 tirs au but à 3). L'entrée était gratuite pour cette rencontre et 40000 spectateurs venus de différentes villes marocaines y assistèrent. Le premier but inscrit à jamais dans ce stade est un but contre son camp de Atik Chihab (FAR de Rabat).
Depuis l’inauguration du stade, l'équipe du Maghreb de Fès a élu domicile, et disputa son premier match dans ce stade, à l'occasion d'un match de championnat l'opposant à la Jeunesse d'El Massira.

## Matchs mémorables

### Matches internationaux
- 12 janvier 2008 :  Maroc -  Zambie : 2-0
  - Premier match de l'équipe nationale dans ce stade.
  - Affluence : 40 000

- 17 mai 2008 :  Maroc -  Algérie : 1-1 [1]
  - Match éliminatoire du CHAN 2009.
  - Affluence : 5 000

- 17 novembre 2008 : Amis Zidane - Amis Ronaldo : 5-6
  - Match de Gala contre la pauvreté
  - Affluence : 30 000

- 25 janvier 2009 :  FAR de Rabat -  Club africain : 1-0
  - Finale la coupe de l’UNAF (retour)
  - Affluence : 10 000

- 14 novembre 2009 :  Maroc -  Cameroun : 0 -2 Rapport
  - Tour préliminaire de la coupe du monde de football 2010 : Zone Afrique
  - Affluence : 15 000

- 6 juin 2025 :  Maroc -  Tunisie : 2‑0
  - Match amical international
  - Lieu : Complexe Sportif de Fès

- 9 juin 2025 :  Maroc -  Bénin : 1‑0
  - Match amical international
  - Lieu : Complexe Sportif de Fès

### Matchs nationaux
- 4 décembre 2011 :  MAS de Fès -  Club africain : 1-0 (tirs au but par 6-5)
  - Finale la Coupe de la confédération (retour)
  - Affluence : 50 000

### Matches nationaux
- 25 novembre 2007 : FAR de Rabat (D1) - Rachad Bernoussi (D2) : 1-1 (tirs au but par 5-3).
  - Finale Coupe du Trône de football 2006-07.
  - Affluence : 45 000